# Elecciones estatales de Veracruz de 1979
Las elecciones estatales de Veracruz de 1979 tuvieron lugar el domingo 16 de septiembre de 1979, Simultáneamente con las elecciones pasadas del 1 de julio y en ellas se renovarían los cargo en el estado mexicano de Veracruz:
- 205 Ayuntamientos. Formados por un Presidente Municipal y regidores, electo para un período inmediato de tres años no reelegibles de manera inmediata.

## Resultados Electorales

### Ayuntamientos

#### Ayuntamiento de Xalapa
- Carlos Padilla Becerra  Hecho

#### Ayuntamiento de Veracruz
- Virgilio Cruz Parra  Hecho